# Cascata da Faia da Água Alta
A Cascata da Faia da Água Alta é uma queda de água (cascata) que se localiza em Lamoso, freguesia da Bemposta, concelho de Mogadouro, distrito de Bragança, em Portugal.
As águas da Cascata da Faia da Água Alta provêm da Ribeira de Lamoso e precipitam-se de uma altura de 35 metros, por uma largura de 10 metros, desembuçando nas águas serenas do rio Douro. Antes das águas límpidas da montanha chegarem ao rio Douro correm de queda em queda por entre as rochas, povoadas por densa cobertura de floresta mediterrânica, onde se destacam abundantes bosques com arbustos de amieiros, salgueiros, e freixos.
Às águas de uma cor pura de azul misturam-se com o verde da paisagem circundante, com o tom cinza do granito e da terra castanha, originando uma variedade de tons e sons que dão encanto à tranquilidade do espaço.